# Vágar
Vágar, también conocida como Vágoy, es una de las 18 islas del archipiélago de las Feroe (Dinamarca) y la isla grande situada más al oeste. Con una extensión de 178 km² (teniendo en cuenta las aguas interiores), es la tercera de mayor tamaño, tras Streymoy y Eysturoy. Vágar significa "bahías", y Vágoy "isla de las bahías".
- Mayor lago: Sørvágsvatn
- Mayor monte: Árnafjall - 722 metros
- Extensión: 176 km²
- Número de montes: 41
- Población: +3000

La forma de la isla se asemeja a la cabeza de un perro, siendo la población de Sørvágsfjørður la boca, y Fjallavatn el ojo del animal. 
Vágar es el primer lugar donde la mayoría de los turistas extranjeros entra en contacto con las Islas Feroe, ya que aquí se encuentra situado el único aeropuerto del archipiélago. Este fue construido durante la Segunda Guerra Mundial cuando las tropas británicas ocuparon pacíficamente el territorio. Tras la guerra, las instalaciones quedaron en desuso durante más de 20 años para ser más tarde modernizadas. Actualmente recibe 170.000 pasajeros por año. 
Además del aeropuerto, la isla cuenta con un túnel construido recientemente bajo el mar que conecta con las otras dos islas de mayor tamaño y, del mismo modo, con la capital, Tórshavn. 

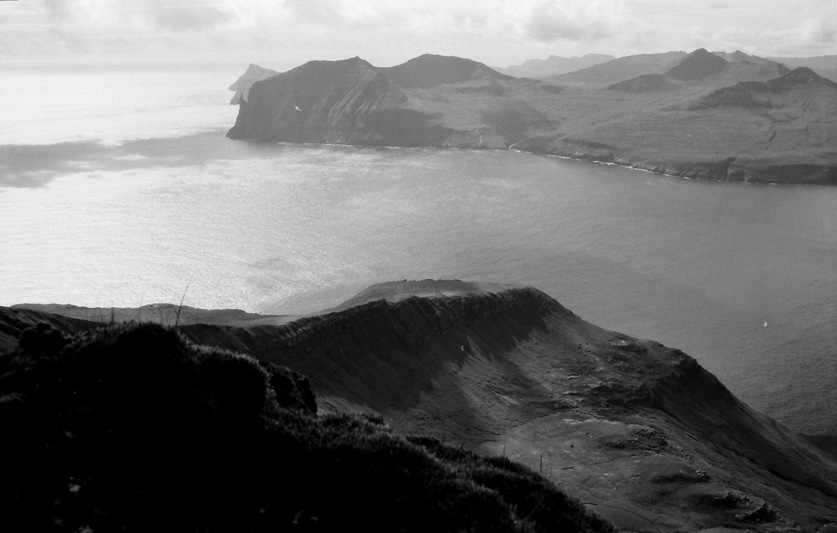
Vista de Vágar desde Streymoy.

## Poblaciones

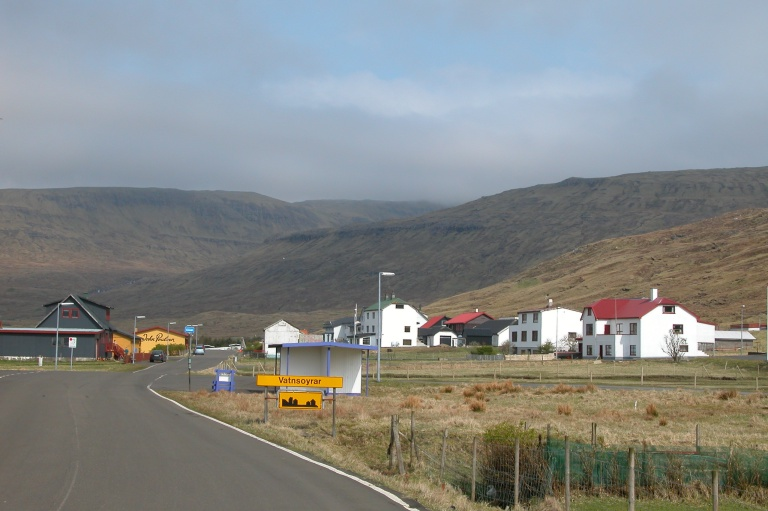
Poblado de Vatnsoyrar, Islas Feroe.

Vágar se compone de tres pueblos y tres aldeas, aunque hace un siglo existían siete núcleos poblacionales. 
La población de mayor tamaño es Miðvágur, que a fecha de 2003 tenía una población de 1.023 habitantes. Se encuentra situada en el medio de la isla, por lo que se ha convertido de modo indirecto en el lugar en el que se han instalado la comisaría, un centro médico y un centro religioso. Su importancia también es histórica, ya que fue el lugar de residencia de Beinta Broberg, la mujer de un pastor, más conocida como la Malvada Beinta. Jørgen Frantz Jacobsen contó su historia en su famosa novela "Barbara", que más tarde pasaría a ser una película realizada en 1997 por Niels Malmros. 
Al este de esta población se encuentra Sandavágur, con 716 habitantes. Su importancia proviene en haber sido el lugar de residencia de la máxima autoridad legal de las islas hasta 1816, cuando dicho cargo fue suprimido y el archipiélago pasó a ser un distrito administrativo danés. Igualmente, fue el lugar en el que nació el religioso V. U. Hammershaimb en 1819 que sería considerado más tarde como el padre del feroés escrito. Otro dato a tener en cuenta es el descubrimiento, en 1917, de una piedra rúnica de 1200, que puede ser vista en la iglesia del pueblo. 
La tercera población en tamaño es Sørvágur, muy cercana al aeropuerto y con una población de 980 habitantes 2003. Durante la Segunda Guerra Mundial, mientras la base aérea era construida de 1942 a 1944, 4.000 soldados británicos residieron aquí. Las islas de Tindhólmur, Gáshólmur y los acantilados adyacentes pertenecen al pueblo. 
Un pequeño poblado, Vatnsoyrar, con 41 habitantes, fue creado en la isla en 1921. Fue fundado por tres hombres, cada uno de los cuales recibió una proporción de tierra para cultivar y para establecerse junto a sus familias. Durante la construcción del aeropuerto la población de dicha localidad fue evacuada, pero pudo regresar una vez que el conflicto bélico terminó.
En el punto más al norte de la isla, en los pastos pertenecientes a Sandavágur, se encuentra la aldea de Slættanes, fundada en 1835. Llegó a tener 70 habitantes, e incluso se construyó un colegio. Sin embargo, su último habitante abandonó la población en 1964. Lo mismo sucedió en Víkar (fundada en 1833). A pesar de encontrarse en un aérea óptima para la agricultura, su situación tan inaccesible supuso que su población fuese emigrando paulatinamente.

## Geografía

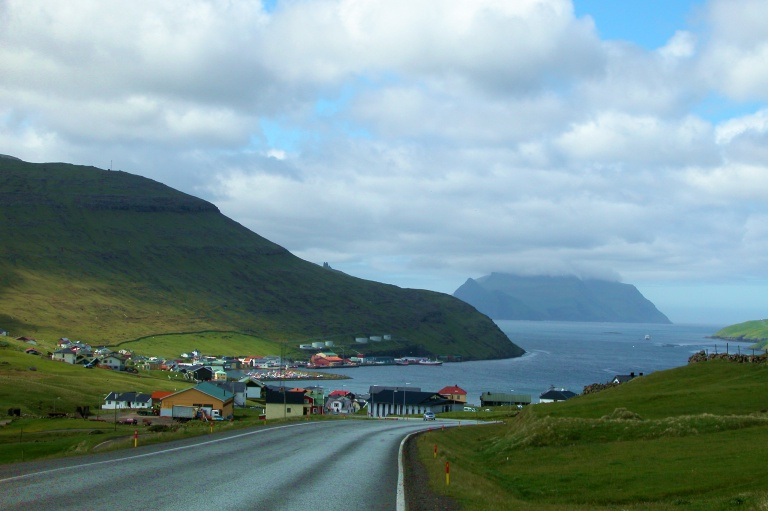
Sørvágur y la isla de Mykines al fondo.

### Montañas
Hay 41 montañas en Vagar, las mayores son:
| Nombre       | Altura |
| ------------ | ------ |
| Árnafjall    | 722 m  |
| Eysturtindur | 715 m  |
| Malinstindur | 683 m  |

### Lagos
| Nombre        | Área     |
| ------------- | -------- |
| Sørvágsvatn   | 3.4 km²  |
| Fjallavatn    | 1.02 km² |
| Vatnsdalsvatn |          |
| Kvilkinnavatn |          |

### Cascadas
- Bøsdalafossur
- Múlafossur
- Reipsáfossur

### Isletas y peñones
- Tindhólmur
- Gáshólmur
- Skerhólmur
- Trøllkonufingur
- Dunnusdrangar
- Filpusardrangur

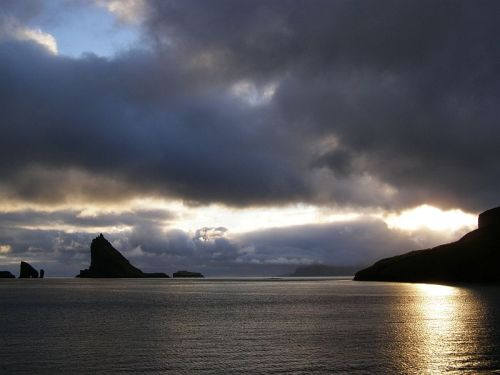
Drangarnir, Tindhólmur y Gáshólmur

- Drangarnir - Lítli Drangur, Stóri Drangur